# Андреев, Владимир Алексеевич (инженер)
Влади́мир Алексе́евич Андре́ев (род. 2 февраля 1942, село Новоспасовка, Куйбышевский район, СССР) — основатель и член Совета директоров Международной космической компании «Космотрас», генеральный директор МКК «Космотрас» (1997—2012), генеральный директор Закрытого акционерного общества АСКОНД. Основатель пусковой базы «Ясный». Лауреат двух государственных премий в области науки и техники: СССР (1986), Государственной премии Украины (2003). Академик Российской академии космонавтики имени К. Э. Циолковского (2003), член-корреспондент Российской инженерной академии (1990), член Международной академии астронавтики (2012), кандидат технических наук.

## Биография
Андреев В. А. родился в Ростовской области, в селе Новоспасовка Куйбышевского района. Окончил с серебряной медалью среднюю школу, с отличием — Ждановский металлургический институт по специальности инженер-сварщик.

### Карьера
В 1980—1982 годах прошёл курс в Академии народного хозяйства при Совете Министров СССР. Направлен на ПО ЮМЗ.
Проработал 24 года в Производственном объединении «Южный машиностроительный завод им. А. М. Макарова» (ПО ЮМЗ), Днепропетровск, Украина, прошёл путь от инженера-технолога, главного технолога до главного инженера объединения. Его учителями являлись выдающиеся инженеры и организаторы производства ракетного машиностроения — А. М. Макаров, Л. Л. Ягджиев, Г. Г. Команов, В. С. Соколов, В. М. Кульчев, Л. Г. Чепур, В. В. Бородин.
С 1986 года на ПО ЮМЗ генеральный директор Л. Д. Кучма, главный инженер — В. А. Андреев. Отмечался тандем руководителей, сумевших решить задачи создания, отработки и организации серийного выпуска МБР РС-20В, МБР РС-22 стационарного и железнодорожного базирования, боевых железнодорожных ракетных комплексов, ракет-носителей «Зенит», космических аппаратов. В условиях перестройки обеспечен план объединения и  сдача изделий заказчику.
С 1988 по декабрь 1991 года В. А. Андреев работал начальником 1-го Главного управления Министерства общего машиностроения СССР, состоял в Коллегии министерства.

#### Конверсионная деятельность
В начале 1990-х годов, в период реорганизации оборонной промышленности В. А. Андреев создал ряд акционерных компаний, нацеленных на задачи конверсии и мирного использования комплексов военной техники и производственных мощностей.
Возглавляемой В. А. Андреевым акционерной компанией «АСКОНД» (создана в 1992) разработаны и реализованы крупные международные конверсионные проекты: эскизный проект ракеты-носителя на базе МБР РС-20, реконструкция 85-го ремонтного завода РВСН в Брянске; реконструкция завода Химмаш ПО «Красмаш» в Красноярске; реконструкция базы РВСН Пибаньшур; строительство инфраструктуры базы подготовки космических аппаратов в Ясный Оренбургской области и другие.

#### Программа «Днепр»
Главной задачей, над которой В. А. Андреев работает с начала 90-х годов, являлось мирное, рациональное использование ракет РС-20 после вывода их из эксплуатации в Министерстве обороны Российской Федерации (МО РФ).
В. А. Андреев — один из инициаторов и организаторов проекта и процесса международного сотрудничества, названного Программа «Днепр». Проект предусматривает ликвидацию ракет пусками с попутным выведением в космос полезных нагрузок как российских заказчиков, так и компаний многих стран мира.
Для этой цели в 1997 году создана Международная космическая компания «Космотрас» (МКК «Космотрас»). Об этой мирной грандиозной идее мечтал и для её осуществления много сделал академик В. Ф. Уткин — научный руководитель программы, с которым у В. А. Андреева сложились многолетние творческие отношения. Программа «Днепр» реализуется МКК «Космотрас» в кооперации с предприятиями Российской Федерации, Украины, Казахстана и Министерством обороны РФ.

#### Пусковая база «Ясный»
Для проведения пусков ракет с территории Российской Федерации создан новый пусковой объект на базе Домбаровской дивизии Ракетных войск стратегического назначения (РВСН) в Оренбургской области — проект «Ясный». В. А. Андреев — один из инициаторов проекта, основатель базы подготовки космических аппаратов на этом объекте.
Программа мирного использования ракет РС-20, проект «Ясный», предложенные МКК «Космотрас», были принципиально поддержаны Министром обороны РФ С. Б. Ивановым, начальником Генерального штаба генералом армии Ю. Н. Балуевским, командующим РВСН генерал-полковником Н. Е. Соловцовым, генеральным директором Роскосмоса Ю. Н. Коптевым. Рациональное использование уникальных ракет тяжелого класса служит делу мира, укреплению обороноспособности страны и является примером плодотворного сотрудничества ракетчиков и ракетостроителей.
Произведено 22 пуска МБР РС-20 Б, в космос выведено 128 космических аппаратов и полезных нагрузок. Работа удостоена Государственной премии Украины в области науки и техники (2003) и Премии Правительства Российской Федерации.

## Изобретения
В. А. Андреев — соавтор 15 изобретений, автор 10 научных трудов и статей, удостоен звания «Лучший технолог министерства».
В числе особо важных инженерных решений, разработанных и реализованных творческими коллективами по инициативе В. А. Андреева, являются: удостоенная Государственной премии СССР технология контактной стыковой сварки продольных швов корпусов ракет; технология производства особо чистых емкостей ракет; реконструкция производства баков МБР РС-20В, РН «Циклон» и других.

## Награды и звания
- Орден Дружбы (21 июня 2002) — за высокие достижения в производственной деятельности, большой вклад в укрепление дружбы и сотрудничества между народами[1].
- Орден князя Ярослава Мудрого V степени (19 января 2002, Украина) — за выдающиеся личные заслуги в развитии ракетно-космической отрасли Украины и Российской Федерации[2].
- Орден «За заслуги» II степени (12 апреля 2012, Украина)  — за значительный личный вклад в развитие ракетно-космической отрасли, многолетний добросовестный труд и высокое профессиональное мастерство[3].
- Орден «За заслуги» III степени (10 апреля 2007, Украина)  — за значительный личный вклад в укрепление ракетно-космического потенциала Украины, весомые достижения в создании и внедрении космических систем и технологий, высокое профессиональное мастерство[4].
- Лауреат двух государственных премий в области науки и техники: СССР (1986), Государственной премии Украины (2003).
- Орден Трудового Красного Знамени[5].
- Орден «Знак Почёта»[5].
- Академик Российской академии космонавтики имени К. Э. Циолковского (2003).
- Член-корреспондент Российской инженерной академии (1990).
- Член Международной академии астронавтики (2012).
- Кандидат технических наук.